# Nereis robusta
Nereis robusta är en ringmaskart som beskrevs av Jean Louis Armand de Quatrefages de Bréau 1866. Nereis robusta ingår i släktet Nereis och familjen Nereididae. Inga underarter finns listade i Catalogue of Life.